# Cromos
Cromos est un magazine hebdomadaire colombien d'actualités et d'images. «l'un des médias de photojournalisme les plus reconnus en Colombie»,,
Fondé en 1916, il est connu pour ses publications sociales de style européen. Destiné aux femmes pour son contenu de divertissement, de mode, de culture, de beauté, de cuisine et de style de vie. Auparavant, le magazine appartenait à Invarsiones Cromos S.A. et plus tard, il passera entre les mains de l'actuel propriétaire du journal El Espectador. Depuis 2006, il est au format numérique.
Depuis plus de 100 ans, le magazine se caractérise par son édition annuelle de novembre dans laquelle il couvre le concours Miss Colombie depuis 1960. C'est l'exemplaire le plus vendu chaque année. En 2006, il a reçu le Prix Don Quijote du journalisme ibéro-américain.